# Tepelkloven
Tepelkloven is een aandoening van de tepel waarbij de tepelhuid langwerpige kloven gaat vertonen. Dit is soms te wijten aan het bijten van de zogende baby, hoewel die nog geen tanden heeft.
Een tepelhoedje is hierbij een hulpmiddeltje uit kunststof dat de tepel beschermt. Om deze kloven te voorkomen kan het helpen de tepels na elke voeding goed droog te maken en droog te houden. Als men de tepels wil invetten met een vette zalf, moet erop gelet worden dat deze geen parfum bevat. Een baby gebruikt namelijk zowel zicht (donkere tepelhof) als geur om de tepel te vinden.
De kloven zijn pijnlijk en hierlangs kunnen bacteriën in de melkklier binnendringen en een nog pijnlijkere melkklierontsteking veroorzaken.